# Аканда
Аканда е десетият по големина град в Габон . Според цензус от 2013 г. населението му е  34 548 души. Градът се намира в провинция Естуер и е нейната столица.Намира се спрямо Южно-Атлантическия океан в северозападната част на страната